# Neudorf im Sausal
Die Ortschaft bzw. gleichnamige Katastralgemeinde Neudorf im Sausal zählt 382 Einwohner (Stand: 1. Jänner 2024) und ist Teil der Weinbaugemeinde St. Andrä-Höch im Sausaler Weingebiet.